# Port lotniczy Dodoma
Port lotniczy Dodoma – port lotniczy zlokalizowany w Dodomie, stolicy Tanzanii.

## Linie lotnicze i połączenia
| Linia Lotnicza | Kierunek         |
| -------------- | ---------------- |
| Air Tanzania   | 1. Dar es Salaam |
| Precision Air  | 1. Dar es Salaam |